# Epidendrum jalcaense
Epidendrum jalcaense är en orkidéart som beskrevs av Chocce, Dalström, Hágsater och J.Arnaiz. Epidendrum jalcaense ingår i släktet Epidendrum och familjen orkidéer. Inga underarter finns listade i Catalogue of Life.